# 国际文传电讯社
国际文传电讯社（羅馬化：Interfaks），俄罗斯非官方的通讯社，总部设在莫斯科，成立于1989年向公开化方向发展的苏联，目的是打破官方控制的塔斯社对新闻的壟斷。
国际文传电讯社主要关心欧洲、独联体以及亚洲等地的新闻，并在伦敦、纽约、北京、上海等城市设有分社。